# Diaplochelus transvaalensis
Diaplochelus transvaalensis är en skalbaggsart som beskrevs av Louis Albert Péringuey 1902. Diaplochelus transvaalensis ingår i släktet Diaplochelus och familjen Melolonthidae. Inga underarter finns listade i Catalogue of Life.